# Karmozijnrode knotsslak
De karmozijnrode knotsslak (Rubramoena rubescens) is een slakkensoort uit de familie van de Trinchesiidae. De wetenschappelijke naam van de soort werd in 1978 voor het eerst geldig gepubliceerd door Picton & Brown.

## Beschrijving
Alleen bij volwassenen karmozijnrode knotsslakken wordt de volledige kleuring ontwikkeld. De cerata-bases zijn rood gekleurd en stipjes van wit pigment bedekken de dorsale oppervlakken van de cerata en worden meer continu naar de uiteinden toe. De rinoforen hebben halverwege hun lengte een paarsrode (karmozijn) band en zijn daarboven overwegend wit. De dorsale oppervlakken van de orale tentakels hebben een doorlopende band van wit pigment. Dit onderscheidende kenmerk is zelfs aanwezig bij jonge exemplaren. Volwassenen zijn normaal gesproken ongeveer 12-15 mm in lengte.
Het voedsel van deze soort is de haringgraat-hydroïdpoliep (Halecium halecinum) en exemplaren kunnen overal worden gevonden waar deze hydroïdpoliep voorkomt, meestal op rotsen in half-beschutte locaties met enige beweging van de getijdenstroom. De eiersnoer is een dun lint dat verstrikt is tussen de takken van de haringgraat.

## Verspreiding
De karmozijnrode knotsslak komt tot circa 30 meter diepte voor in de noordoostelijke Atlantische Oceaan, van Noorwegen en de Britse Eilanden tot aan de Franse westkust. In Nederland in 2002 waargenomen in de Oosterschelde, waar de soort sindsdien in wisselende aantallen is waargenomen.